# Exocentrus albovittatus
Exocentrus albovittatus là một loài bọ cánh cứng trong họ Cerambycidae.